# シティ・ライツ (ドクター・ジョンのアルバム)
『シティ・ライツ』（City Lights）は、アメリカ合衆国のミュージシャン、ドクター・ジョンが1978年に発表したスタジオ・アルバム。A&M傘下のジャズ・レーベル、ホライズン・レコード移籍第1弾アルバムとしてリリースされた。

## 解説
ホライズン・レコード創設者のトミー・リピューマと、セッション・ギタリストのヒュー・マクラッケンの共同プロデュースによる作品で、両名はドクター・ジョンの次作『タンゴ・パレス』（1979年）もプロデュースしている。ジャケットの絵は、リトル・フィートと関係の深いイラストレーターのネオン・パークが描いた。
Thom Jurekはオールミュージックにおいて5点満点中4点を付け「1972年の『ガンボ』以降の作品としては、1970年代のドクター・ジョンが残した、最も一貫性があり満足できる録音」と評している。また、YOUR SONG IS GOODのサイトウジュンは、本作の音楽性を「NYの手練れミュージシャンによる鉄壁な演奏をドクター・ジョンのダミ声がブッ潰す、とってもルーディーなAOR皿」と説明している。

## 収録曲
特記なき楽曲はマック・レベナック（ドクター・ジョン）とドク・ポーマスの共作。
1. ダンス・ザ・ナイト・アウェイ・ウィズ・ユー - "Dance the Night Away With You" - 4:07
2. ストリート・サイド - "Street Side" (Mac Rebennack) - 6:01
3. ワイルド・ハニー - "Wild Honey" (M. Rebennack, Bobby Charles Guidry) - 4:10
4. レイン - "Rain" (M. Rebennack) - 4:46
5. スネーク・アイズ - "Snake Eyes" (M. Rebennack) - 6:44
6. ファイア・オブ・ラヴ - "Fire of Love" (M. Rebennack, Alvin Robinson) - 3:58
7. ソナタ／ヒー・イズ・ア・ヒーロー - "Sonata/He's a Hero" - 5:20
8. シティ・ライツ - "City Lights" - 3:24

## 参加ミュージシャン
- ドクター・ジョン - ボーカル、キーボード、リズム・アレンジ、ホーン・アレンジ
- リチャード・ティー - キーボード
- ヒュー・マクラッケン - ギター、リズム・アレンジ、ホーン・アレンジ
- ジョン・トロペイ - ギター
- ウィル・リー - ベース
- スティーヴ・ガッド - ドラムス
- アーサー・ジェンキンス - パーカッション
- デイヴィッド・サンボーン - アルト・サクソフォーン
- ジョージ・ヤング - テナー・サクソフォーン
- ロニー・キューバー - バリトン・サクソフォーン
- チャーリー・ミラー - コルネット
- バリー・ロジャース - トロンボーン
- ロニー・バロン - バックグラウンド・ボーカル
- ジョージ・ジョーンズ - バックグラウンド・ボーカル
- タミー・リン - バックグラウンド・ボーカル
- アルヴィン・ロビンソン - バックグラウンド・ボーカル
- クラウス・オガーマン - ストリングス・アレンジ